# Howard Webb
Howard Webb (14. srpnja 1971.) je engleski nogometni sudac iz Rotherhama.

## Životopis
Jedan je od 12 nogometnih sudaca, koji su sudili na Europskom nogometnom prvenstvu 2012. u Poljskoj i Ukrajini.
| Runda        | Datum            | Stadion                     | Momčad #1 | Rez. | Momčad #2 |   |   |
| ------------ | ---------------- | --------------------------- | --------- | ---- | --------- | - | - |
| Skupina A    | 8. lipnja 2012.  | Stadion Miejski, Wrocław    | Rusija    | 4:1  | Češka     | 0 | 0 |
| Skupina C    | 14. lipnja 2012. | Stadion Miejski, Poznań     | Italija   | 1:1  | Hrvatska  | 3 | 0 |
| Četvrtfinale | 21. lipnja 2012. | Nacionalni stadion, Varšava | Češka     | 0:1  | Portugal  | 3 | 0 |